# Alejandro Gamboni
- Datos: Q134079589

Alejandro Salvador Gamboni; (Iquique, 9 de febrero de 1892 - 29 de mayo de 1948). fue un comerciante, bombero y político falangista chileno. Hijo de Flora Gamboni Osses.
Estudió en Iquique, ciudad en la que vivió toda su vida. Sus primeros pasos en la política fueron gracias a la influencia de su tío Antonio Hameau, tercer alcalde de Iquique en dos períodos, perteneciente al Partido Radical. 

La orientación personal de Alejandro Gamboni con el tiempo lo llevo a militar por el Partido Conservador por el cual se candidateó como regidor en el año 1935. Ese mismo año llegó a Iquique a ocupar la dirección del diario El Tarapacá Eduardo Frei Montalva quien esparció por la ciudad los ideales del socialcristianismo y la doctrina social de la Iglesia católica.

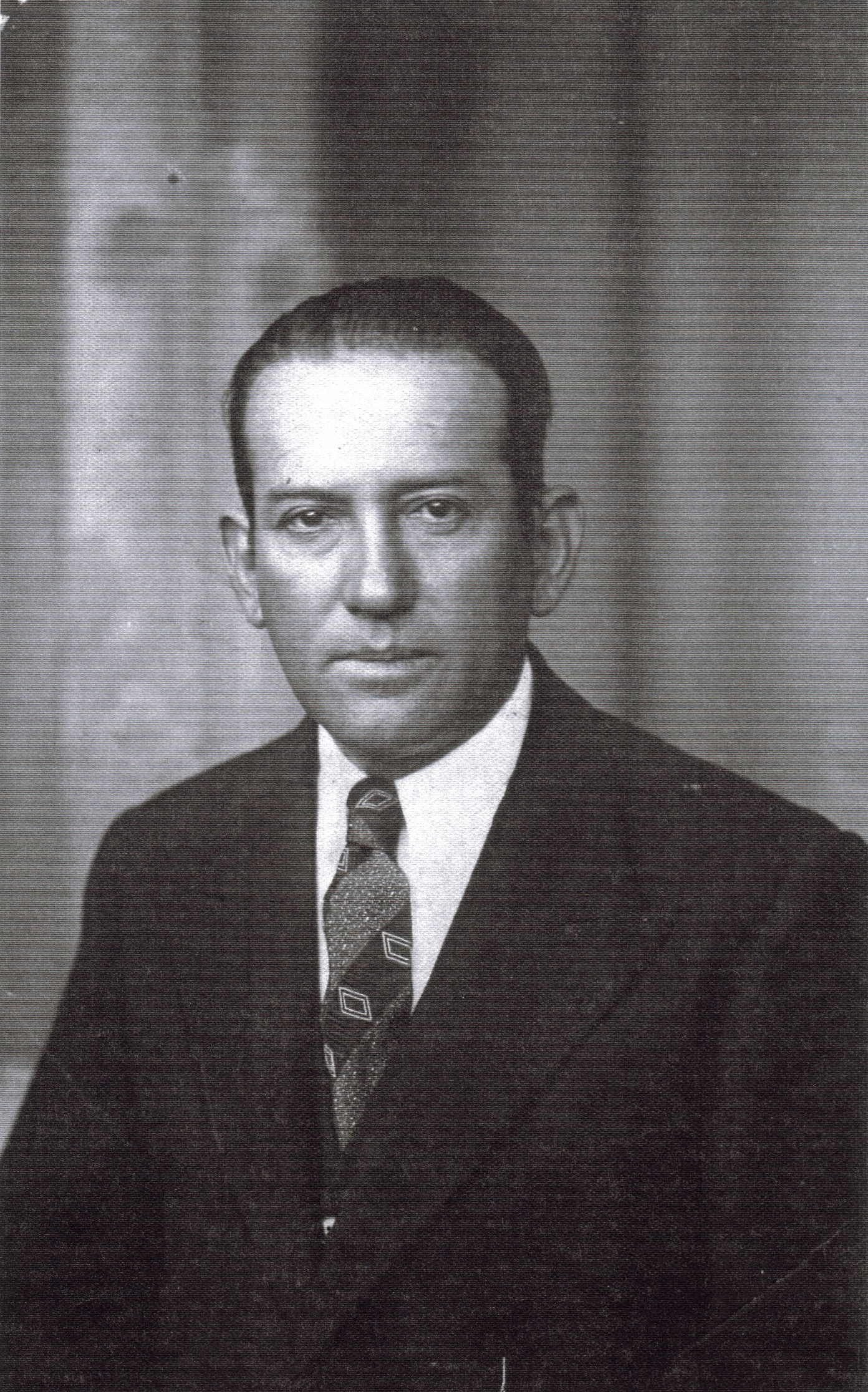
Alejandro Gamboni

Alejandro Gamboni junto a sus Hermanos Luis y Clarisa, abrieron las puertas de su casona en calle Bolívar a Eduardo Frei y Radomiro Tomic fundando en aquel lugar la sede Iquiqueña de la Falange Nacional.
Como miembro de la Falange Nacional en el año 1941 Alejandro Gamboni asumió el cargo de alcalde de Iquique en medio de irregularidades que se habían suscitado en el manejo de la Municipalidad por parte de los candidatos que le precedieron.
La labor de Alejandro Gamboni está vinculada a un esfuerzo que como familia desarrolló junto a sus hermanos Clarisa y Luis Gamboni, quienes en conjunto construyeron la entonces Capilla del Carmen, hoy iglesia del barrio Plaza Arica, crearon la escuela Bernardo O'higgins, cuyo objetivo fue alfabetizar y enseñar oficios a la población, además crearon un club deportivo infantil y fueron benefactores del asilo de la infancia.